# Håkan Krogius
Paul Rolf Håkan Krogius, född 5 april 1927 i Valkeakoski, död 20 maj 2007 i Helsingfors, var en finländsk diplomat och vicehäradshövding. Han började arbeta vid utrikesministeriet 1959. Han var Finlands ambassadör i Bagdad 1981–1987.